# King Kong contre Godzilla
Pour les articles homonymes, voir King Kong (homonymie) et Godzilla.
Série Showa
Mothra
(1961) Mothra contre Godzilla
(1964)
Pour plus de détails, voir Fiche technique et Distribution.
King Kong contre Godzilla (キングコング対ゴジラ, Kingu Kongu tai Gojira) est un film américano-japonais réalisé par Ishiro Honda, sorti en 1962. Il met en scène plusieurs monstres comme Godzilla, King Kong et Oodako.

## Synopsis

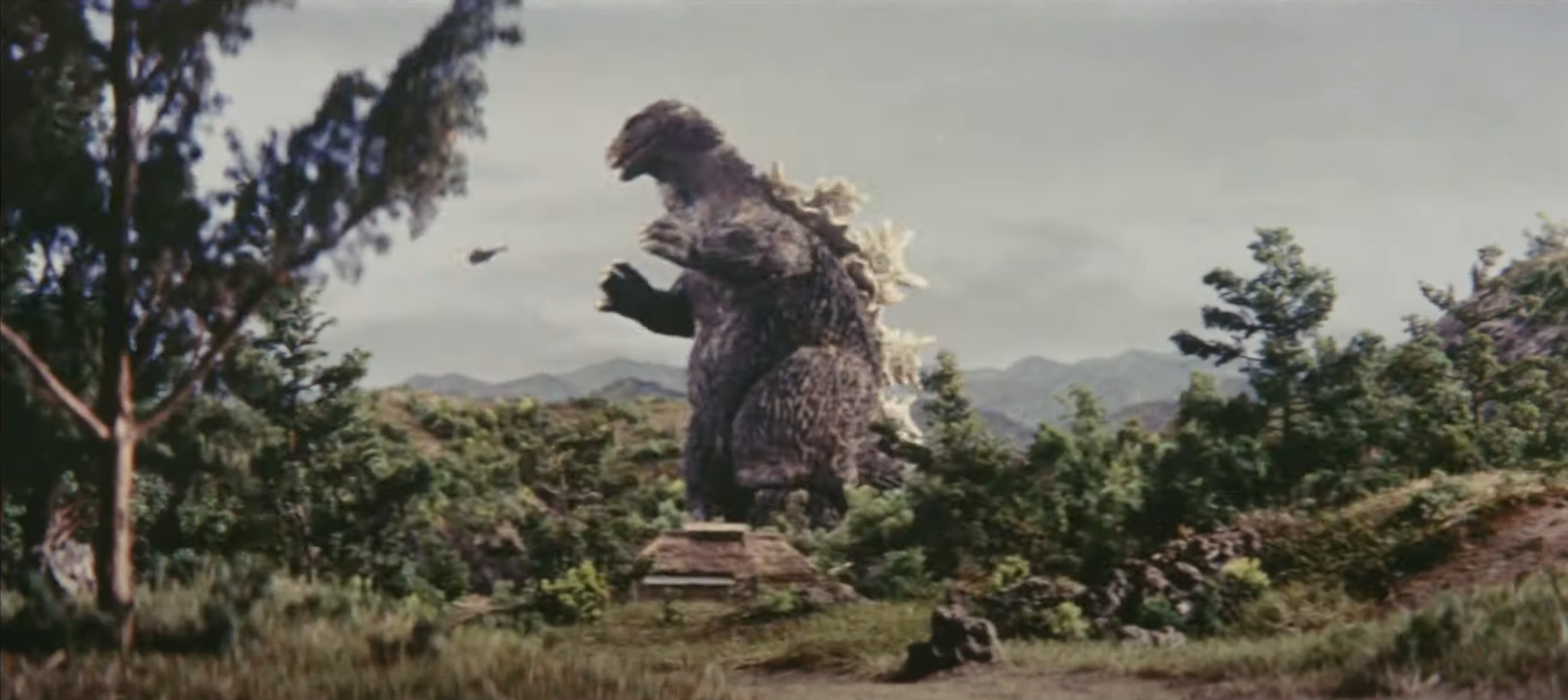
Scène du film King Kong contre Godzilla, 1962.

Godzilla est libéré accidentellement d'un iceberg par un sous-marin nucléaire et se dirige vers Tokyo. Une expédition découvre l'île de Faro où vit une tribu indigène vénérant le dieu Kong. Après de nombreuses péripéties, l'expédition ramène King Kong au Japon, mais il réussit à s'échapper et se met à détruire Tokyo. Les militaires construisent un barrage de pylônes électriques à haute tension, mais il résiste, car il absorbe l'électricité. Il est donc invulnérable. De son côté, Godzilla reste indestructible, mais montre une vulnérabilité à l'électricité. Les autorités dépassées décident d'opposer les deux monstres. Ils capturent King Kong et l'amènent au mont Fuji où se trouve Godzilla. Les deux monstres s'affrontent. King Kong subit les attaques de Godzilla jusqu'à ce que, lors d'un orage, la foudre lui redonne la force de combattre. Il électrocute Godzilla qui tombe et disparaît sous les flots tandis que King Kong retourne vers son île, Faro. Finalement, Godzilla se relèvera des flots et se dirigera vers Tokyo. La créature serait-elle donc indestructible ?

## Fiche technique
- Titre français : King Kong contre Godzilla
- Titre original : キングコング対ゴジラ (Kingu Kongu tai Gojira?)
- Titre anglophone : King Kong vs. Godzilla
- Réalisateur : Ishirō Honda
- Effets spéciaux : Eiji Tsuburaya
- Scénario : Shin'ichi Sekizawa
- Musique originale : Akira Ifukube	(Peter Zinner pour la version américaine)
- Photographie : Hajime Koizumi
- Montage : Reiko Kaneko
- Production : John Beck et Tomoyuki Tanaka
- Langues originales : japonais, anglais
- Format : couleur - 2.35 : 1 - Perspecta Stereo - 35 mm
- Durée : 97 minutes (version japonaise), 91 minutes (version américaine)
- Genre : kaijū eiga - action, science-fiction, fantastique
- Dates de sorties :
  - Japon : 11 août 1962[1]
  - États-Unis : 26 juin 1963
  - France : 7 juillet 1976

## Distribution
- Tadao Takashima : Osamu Sakurai
- Kenji Sahara : Kazuo Fujita
- Yū Fujiki : Kinsaburo Furue
- Ichirō Arishima : M. Tako

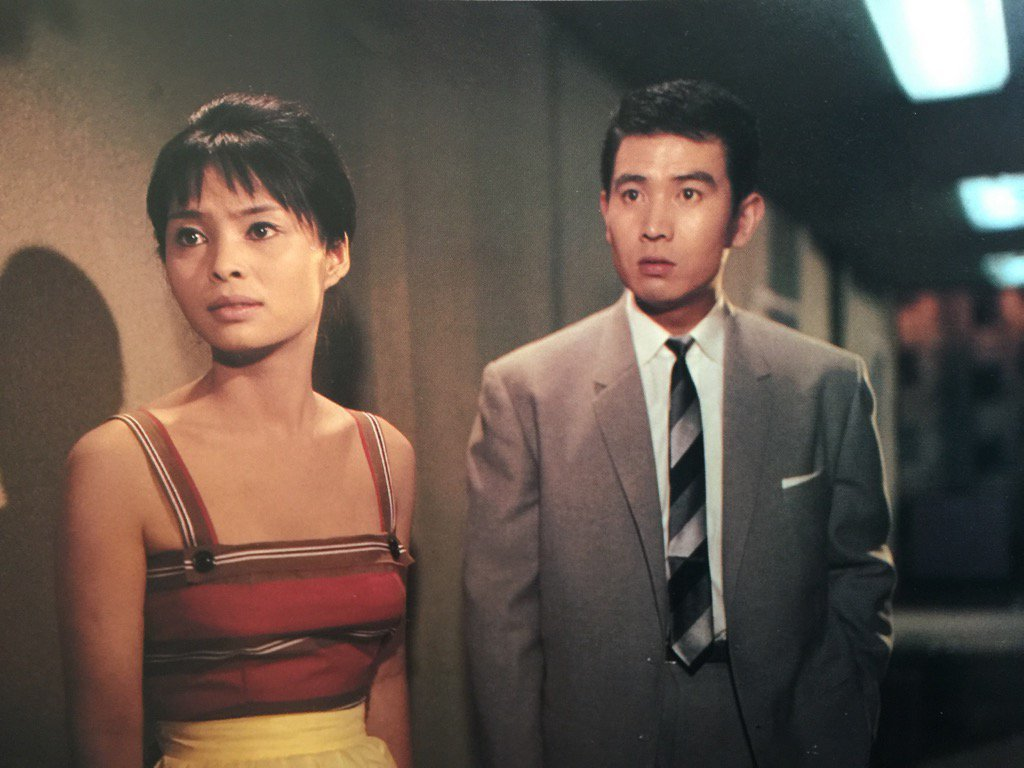
Akiko Wakabayashi et Kenji Sahara dans King Kong contre Godzilla.

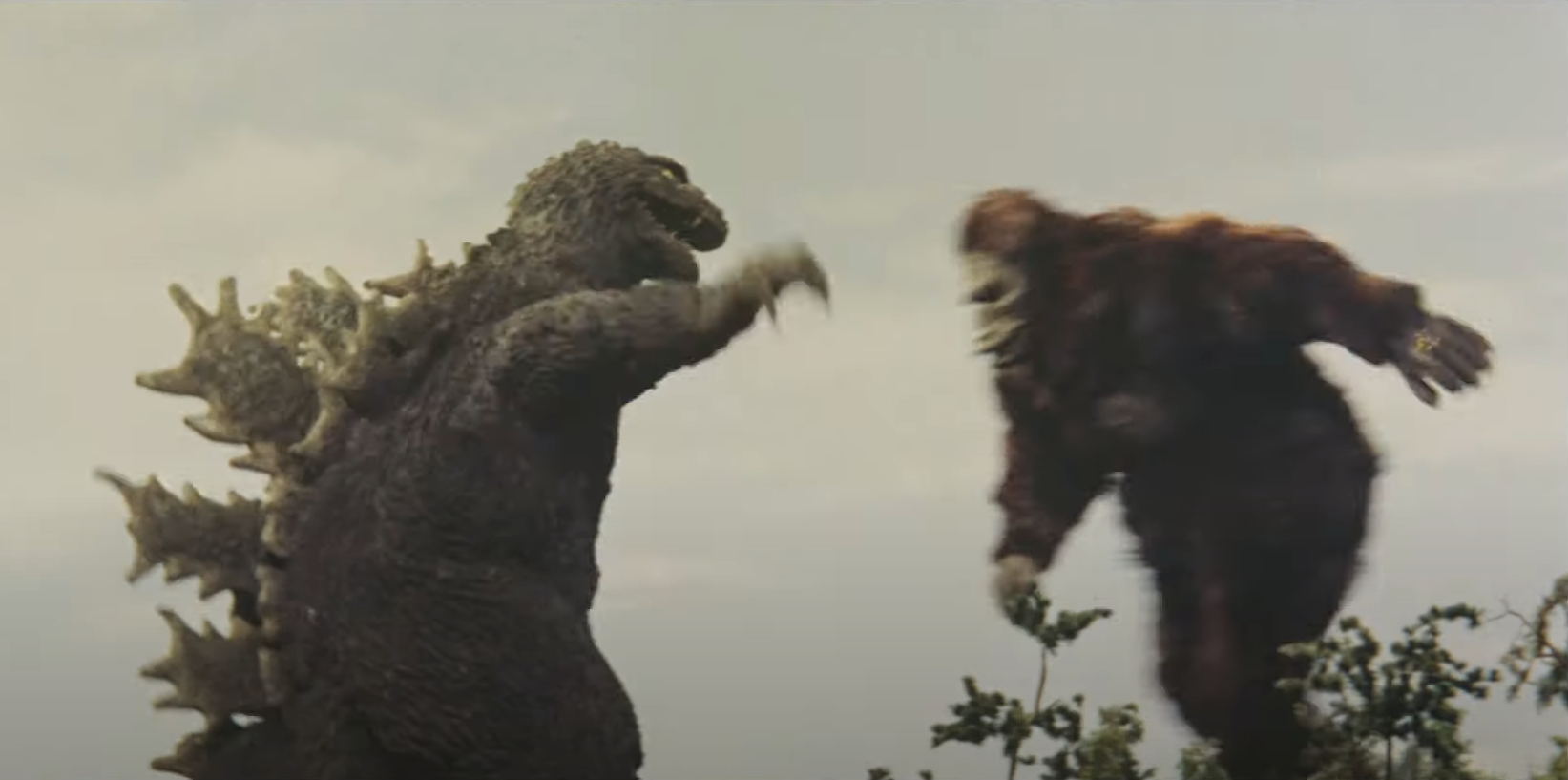
Godzilla affronte King Kong.

- Jun Tazaki : général Masami Shinzo
- Akihiko Hirata : Dr. Shigezawa
- Mie Hama : Fumiko Sakurai
- Akiko Wakabayashi : Tamiye
- Akemi Negishi : la mère de Chikiro (danseuse)
- Someshō Matsumoto : un officiel
- Senkichi Ōmura : Konno, le traducteur de TTV
- Sachio Sakai : Obayashi
- Haruya Katō : l'assistant d'Obayashi
- Nadao Kirino : l'aide du général
- Kenzō Tabu : le présentateur
- Victor Millan : Rodrigo Infanta

## Commentaires
Il s'agit ici du tout premier Godzilla en couleurs, après deux premiers films en noir et blanc. Godzilla revient pour affronter un nouvel adversaire : le célèbre King Kong, racheté par la Tōhō à la RKO Pictures pour cette occasion.
Le film remporte un immense succès à l'époque. Il existe cependant plusieurs versions de ce film : la version japonaise originale et la version américaine remaniée. Contrairement à la légende urbaine, il n'existe qu'une seule fin, identique aux deux montages, montrant la victoire ambigüe (il pourrait s'agir d'un match nul, Godzilla réapparaissant par ailleurs deux ans plus tard dans Mothra contre Godzilla) de King Kong.
Le producteur Tomoyuki Tanaka a tenté d'acheter les droits sur King Kong. D'après lui, « multiplier les monstres c'est multiplier aussi les recettes » et le calcul s'avère judicieux puisque King Kong contre Godzilla reste le plus gros succès au box-office de tous les films du genre avec plus de onze millions de spectateurs pour le seul Japon.
Les scènes du torrent d'eau, du tremblement de terre, de la station spatiale et des drapeaux de l'ONU sont des stock-shots du film Prisonnière des Martiens. Ils ne sont en réalité visibles que dans le montage américain, version fortement abrégée de plusieurs minutes du montage original japonais. Le montage français du film étant par ailleurs une version abrégée du montage américain.
Les deux monstres se rencontrent de nouveau dans le film Godzilla vs Kong en 2021.